# رسول ضد بوش
قضية رسول ضد بوش، 466 (2004)، هي قضية تعتبر قرارًا تاريخيًا أصدرته المحكمة العليا للولايات المتحدة، حيث قضت المحكمة بأن المواطنين الأجانب المحتجزين في معسكر اعتقال خليج غوانتانامو يمكنهم تقديم التماسات إلى المحاكم الفيدرالية للحصول على أوامر قضائية لمراجعة قانونية احتجازهم. وفي 28 يونيو 2004، أصدرت المحكمة حكمها بأغلبية ستة أصوات مقابل ثلاثة، لإلغاء قرار صادر عن محكمة دائرة واشنطن العاصمة كان قد قضى بأن السلطة القضائية ليس لديها اختصاص النظر في أي التماسات من مواطنين أجانب محتجزين في خليج غوانتانامو.
وكان مقدم الالتماس الرئيسي، المواطن البريطاني شفيق رسول، وهو واحد ضمن ثلاثة معتقلين في غوانتانامو يعرفون بالتيبتين الثلاث. ونقلت الولايات المتحدة الرجال الثلاثة إلى المملكة المتحدة في مارس 2004 قبل صدور القرار، وأفرجت الحكومة عنهم في اليوم التالي.